# O du eselhafter Peierl
O du eselhafter Peierl (Oh tú tonto Peierl [referido al barítono Johann Nepomuk Peyerl]) en fa mayor, K. 560a/559a, es un canon compuesto por Wolfgang Amadeus Mozart. La música está escrita para un conjunto de cuatro cantantes, y la letra es probablemente del propio Mozart.

## Origen
La obra fue escrita en algún momento entre los años 1785 y 1787. El 2 de septiembre de 1788, Mozart incluyó la pieza en su catálogo personal de obras como parte de una serie de diez cánones. A pesar de que algunos de los cánones de la serie tienen un texto serio (id est, religioso), el KV 560a fue concebido con un fin lúdico, un gesto de humor burlesco y escatológico dirigido a su amigo, el barítono Johann Nepomuk Peyerl (1761–1800). El canon comienza así:
«O, du eselhafter Peierl»
»O, du peierlhafter Esel»
(«Oh tu, tonto Peierl; oh tu, "peierliano" culo [id est, "culo de Peierl"]»). Más tarde, la letra incluye «O leck mich doch geschwind im Arsch» ("Oh lámeme el culo muy rápido"), una de las expresiones predilectas de Mozart en sus obras escatológicas. 
O du eselhafter Peierl estaba destinado originalmente a ser cantado inmediatamente después de Difficile lectu.

## Versión revisada
Mozart transportó posteriormente O du eselhafter Peierl a la tonalidad de sol mayor, en versiones que reemplazan "Peierl" por los nombres de otros dos individuos, llamados Martin y Jakob. Existen otras diferencias menores en el texto y la música.
De acuerdo con Link (2007), "Martin" fue el compositor Vicente Martín y Soler. El experto en Mozart Alfred Einstein sugiere una hipótesis diferente, afirmando que "Martin" fue Philipp Jakob Martin, que sirvió como empresario en los conciertos de Mozart en el Mehlgrube y en el Augarten. La letra del canon revisado reemplaza "Nepomuk" (véase más abajo) por "Lipperl", un diminutivo alemán para "Philipp".

## Autógrafos
El autógrafo de la partitura (copia del manuscrito original) ha sobrevivido; se trata de un "minúsculo papelito" (Searle) en el reverso del que es la copia original del KV 559. Para la discusión, véase "Difficile lectu (Mozart)". 
La versión posterior en sol mayor también ha sobrevivido y se conserva en la actualidad en el Mozarteum de Salzburgo.

## Acogida
El canon se trata quizás de uno de los cánones cómicos menos interpretados de Mozart; en las interpretaciones se han empleado con frecuencia versiones censuradas de la letra.
Zaslaw y Cowdury (1990) expresan su admiración por la obra, declarando que "hace un uso brillante de la técnica del hoquetus imitativo" y "posee el mecanismo de relojería que supone la interacción de las voces en una opera buffa bien interpretada."

## Texto
| O du eselhafter Peierl! o du peierlhafter Esel! du bist so faul als wie ein Gaul, der weder Kopf noch Haxen hat. Mit dir ist gar nichts anzufangen; ich seh dich noch am Galgen hangen. Du dummer Gaul, du bist so faul, du dummer Peierl bist so faul als wie ein Gaul. O lieber Freund, ich bitte dich, o leck mich doch geschwind im Arsch! Ach, lieber Freund, verzeihe mir, den Arsch, den Arsch petschier ich dir Peierl! Nepomuk! Peierl! verzeihe mir![1] | ¡Oh tú, tonto Peierl! Oh tú, "peierliano" culo![6] eres tan holgazán como gruñón, y no tienes ni pies ni cabeza. No hay nada que sepas hacer; todavía te veré colgado. Tú estúpido gruñón, eres tan holgazán, Tú estúpido Peierl, eres gruñón como un holgazán. Oh querido amigo, te lo ruego ¡oh bésame[7] el culo muy rápido! Oh, querido amigo, perdóname, pero voy a azotarte el trasero. ¡Nepomuk! ¡Peierl! ¡Perdóname! |
| O du eselhafter [Jakob\|Martin]! o du [Jakobischer\|Martinischer] Esel! du bist so faul als wie ein Gaul, der weder Kopf noch Haxen hat. Mit dir ist gar nichts anzufangen; ich seh dich noch am Galgen hangen. Du dummer Paul, halt du nurs Maul, Ich scheiß dir aufs Maul, so hoff' ich wirst doch erwachen. O lieber Lipperl, ich bitte dich recht schön, o leck mich doch geschwind im Arsch! O, lieber Freund, verzeihe mir, den Arsch, den Arsch petschier ich dir. Lipperl! [Jakob\|Martin]! Lipperl! verzeihe mir![1] | ¡Oh tú, tonto [Jakob\|Martin]! ¡Oh tu, [Jakobino\|Martiniano] culo! eres tanto holgazán como gruñón, y no tienes ni pies ni cabeza. No hay nada que sepas hacer; todavía te veré colgado. Tú estúpido Paul, cierra la trampa,[8] me cagaré en tu boca,[9] espero que te despiertes. Oh querido Lipperl, te pido muy dulcemente, ¡oh bésame el culo muy rápido! Oh querido amigo, perdóname, pero voy a azotarte el trasero. ¡Lipperl! ¡[Jakob\|Martin]! ¡Lipperl! ¡Perdóname! |